# 仲村和生
仲村 和生（なかむら　かずお、1968年3月15日 - ）は、和歌山県新宮市出身の演劇プロデューサー。演劇集団キャラメルボックス（チーフプロデューサー）所属。ネビュラプロジェクト チーフプロデューサー。2011年に演劇の企画・製作会社ナッポスユナイテッドを設立。
東京都立総合芸術高等学校講師、日本劇団協議会常務理事、大阪市立芸術創造館「プロデュース実践講座」講師、文部科学省現代GPプログラム外部評価委員、ビジネス発想源ライブプレミアム講師。

## 経歴
舞台化
- 映画『鍵泥棒のメソッド』（内田けんじ監督）
- 小説『容疑者Xの献身』（東野圭吾原作）
- 小説『夏への扉』（ロバート・A・ハインライン原作） - 世界初の舞台化。
- 小説『ショーシャンクの空に』（スティーヴン・キング原作）

プロデュース
- バレエダンサー首藤康之とパントマイムの小野寺修二による『シレンシオ』
- 鈴井貴之「OOPARTS」
- 羽田劇場
- 中野区演劇祭
- 韓国アクションドローイング HERO
- 日本テレビ開局50周年記念公演「福澤一座」